# Bertrand d'Aurel
Bertrand d'Aurel est un troubadour de langue d'oc du XIIIe siècle. Il nous est connu pour la tenso Bertran, vos c’solïatz anar ab lairos (Bertran, vous qui êtes habitué à la compagnie des larrons).